# Ibis americký
Ibis americký (Plegadis chihi) zvaný také ibis bělolící je druh vodního ptáka z čeledi ibisovitých.
Vyskytuje se ve Spojených státech amerických a Střední Americe. Jeho domovem jsou jak vnitrozemské, tak pobřežní vody, mokřady, rýžová pole i další hospodářsky využívaná krajina.
Dosahuje délky 45 až 65 cm (46 až 66 cm). Dospělý jedinec váží 450 až 520 g, uvádí se i 610 g. Rozpětí křídel se pohybuje v rozmezí 95 až 100 cm.
Živí se hmyzem, pavoukovci, malými rybami, obojživelníky i malými plazy.
Je řazen mezi málo dotčené taxony.

## Chov v zoo
Tento druh ibisa je extrémně vzácně chovaný. V celé Evropě byl v březnu 2020 chován v pouhých čtyřech zoo. Mezi nimi je i jedna česká zoologická zahrada – Zoo Praha.

### Chov v Zoo Praha
Zoo Praha chová dlouhodobě největší kolekci ibisů v Evropě. Mezi 10 chovanými druhy nechybí ani ibis americký. V únoru 2020 se právě desátým druhem stal tento ibis, zde označovaný jako ibis bělolící. Pět samců a pět samic bylo dovezeno od soukromého chovatele.
Tento druh je k vidění v jedné z voliér expozičního celku Ptačí mokřady v dolní části zoo.